# Гойчин Црноєвич
Гойчин або Койчин (*Гојчин Црнојевић бл. 1398 —після 1451) — князь Зети у 1435—1451 роках. Засновник династії Црноєвичів на троні самостійної Зети.

## Життєпис
Походив з роду Црноєвичів. Другий син Джураджа Джурашевича, сербського воєводи та князя Паштрович. Ім'я матері невідоме: була донькою Койя Захарії, володарі Даньї. У 1435 році успадкував після смерті батька титул воєводи Зети. Згодом виступив проти Джураджа Бранковича, деспота Сербії, який мав складнощі з  османами.
У 1439 році, скориставшись з повалення Бранковича в Сербії, Гойчин Црноєвич скинув залежність від Сербії. Водночас було укладено союз із Рагузькою республікою. У 1440—1441 роках відбив спробу Джураджа Бранковича з Будви і Бару відновити владу над Зетою. Намагаючись отримати допомогу проти сербів і турків, князь Зети визнав зверхність Венеційської республіки.
У 1444 році став громадянином Венеції. У 1451 році було повалено Стефаном Вукчичем-Косачем, герцогом Боснії. Новим князем Зети став брат поваленого князя Стефан.